# Hamburger Wissenschaftspreis
Der Hamburger Wissenschaftspreis der Hamburgischen Stiftung für Wissenschaften, Entwicklung und Kultur Helmut und Hannelore Greve wird alle zwei Jahre von der Akademie der Wissenschaften in Hamburg verliehen.
Der bundesweiten Ausschreibung liegt jeweils eine thematische Ausrichtung zugrunde, die sich auf Disziplinen aus  der Medizin oder den Natur- und Technikwissenschaften beziehen kann. Die erste Ausschreibung für das Jahr 2009 war dem Thema Infektionsforschung gewidmet; es folgten die Themen Energieforschung (2011), Demenzforschung (2013), Nanowissenschaften (2015), Energieeffizienz (2017), Angeborene seltene Erkrankungen (2019), Künstliche Intelligenz in der Medizin (2021) und One Health (2023) gewidmet.

## Auswahlverfahren
Über die Vergabe des Hamburger Wissenschaftspreises entscheidet eine Jury. Ihr gehören an:
- die Präsidentin bzw. der Präsident der Akademie der Wissenschaften in Hamburg (Vorsitz)
- drei weitere Mitglieder der Akademie der Wissenschaften in Hamburg, berufen durch die Versammlung der Ordentlichen Mitglieder
- zwei Wissenschaftlerinnen bzw. Wissenschaftler, berufen durch die Versammlung der Ordentlichen Mitglieder der Akademie der Wissenschaften in Hamburg
- eine Wissenschaftsjournalistin bzw. ein Wissenschaftsjournalist, berufen durch die Versammlung der Ordentlichen Mitglieder der Akademie der Wissenschaften in Hamburg

In Absprache mit der Jury kann der Vorstand der Akademie der Wissenschaften in Hamburg Fachgutachterinnen bzw. Fachgutachter benennen, die die Arbeit der Jury unterstützen. Die Zusammensetzung der Jury wird bei der Ausschreibung des Preises benannt.
Der Hamburger Wissenschaftspreis wird an eine in Deutschland arbeitende Wissenschaftlerin oder einen Wissenschaftler bzw. eine Forschergruppe vergeben.

## Preisgeld
Der Hamburger Wissenschaftspreis wird von der Hamburgischen Stiftung für Wissenschaften, Entwicklung und Kultur Helmut und Hannelore Greve mit einem Preisgeld von 100.000 Euro ausgestattet. 
Das Preisgeld ist dazu bestimmt, die weitere Forschertätigkeit zu unterstützen, der von den Kandidaten vorgeschlagene Verwendungszweck ein entscheidendes Kriterium für die Zuerkennung. Ausgezeichnet wird damit nicht ein abgeschlossenes, wissenschaftliches Lebenswerk, sondern Forschung, die zwar ihre Qualität bewiesen hat, aber noch in progress ist.

## Preisträger
- 2009 – Infektionsforschung: Stefan Ehlers, Forschungszentrum Borstel und Universität Kiel
- 2011 – Energieforschung: Ferdi Schüth, Max-Planck-Institut für Kohlenforschung in Mülheim an der Ruhr
- 2013 – Demenzforschung: Mathias Jucker, Hertie-Institut für klinische Hirnforschung im Universitätsklinikum Tübingen
- 2015 – Nanowissenschaften: Roland Wiesendanger, Fachbereich Physik der Universität Hamburg
- 2017 – Energieeffizienz: Xinliang Feng, Center for Advancing Electronics Dresden, und Klaus Müllen, Max-Planck-Institut für Polymerforschung
- 2019 – Angeborene seltene Erkrankungen: Jutta Gärtner, Universitätsmedizin Göttingen
- 2021 – Künstliche Intelligenz der Medizin: Fabian Theis, Helmholtz-Zentrum München
- 2023 – One Health: Fabian Leendertz, Helmholtz-Institut für One Health